# Asonus parvoculus
Asonus parvoculus är en insektsart som beskrevs av Xie, S. och W. Liu 1998. Asonus parvoculus ingår i släktet Asonus och familjen gräshoppor. Inga underarter finns listade i Catalogue of Life.